# Katowice
Katowice é uma cidade da Polônia, na voivodia da Silésia. Estende-se por uma área de 164,64 km², com 294 510 habitantes, segundo os censos de 2018, com uma densidade de 1799 hab/km².
A cidade já teve outros nomes, como Kątowicze, 1953-1956 Stalinogród - "Cidade de Estaline", checo Katovice, alemão Kattowitz.
Em meados do século XVIII, Katowice desenvolveu-se com base na descoberta de reservas de carvão na região. Em 1742, a primeira guerra da Silésia resultou na transferência da província da Alta Silésia, incluindo Katowice para a Prússia. Subsequentemente, a partir de segunda metade do séc. XVIII, vários artesões, mercadores e artistas alemães e prussianos começaram a estabelecer-se na região, que vinha sendo habitada maioritariamente por polacos nos séculos anteriores. Simultaneamente, a Silésia experienciou o primeiro fluxo de imigrantes judeus. Na primeira metade do século XIX, a industrialização intensiva resultou na transformação de quintas e estruturas similares em metalurgias, minas, fundições e outras indústrias. Também contribuiu para o estabelecimento de empresas e um rápido crescimento da cidade. Ao mesmo tempo, Katowice foi ligada ao sistema ferroviário, com o primeiro comboio a chegar à estação principal em 1847.
O inicio da Primeira Guerra Mundial foi favorável à indústria metalúrgica de Katowice. Após a derrota da Alemanha e as revoltas na Silésia, Katowice e partes da Alta Silésia foram incluídas na Segunda República Polaca. As tropas polacas entraram na cidade a 20 de Junho de 1922.
Katowice é a capital administrativa e governamental da região chamada voivodia da Silésia desde 1999, anteriormente era a capital da região denominada de voivodia de Katowice. Katowice é a cidade principal da área industrial da zona superior da Silésia e dos distritos da Katowice Metropolitana.
A cidade tem conexão ferroviária direta com as principais cidades polacas: Cracóvia, Breslávia, Poznań, Estetino, Gdynia, Gdańsk, Varsóvia e Łódź e conexões internacionais, por exemplo, para Ostrava e Viena.

## Galeria

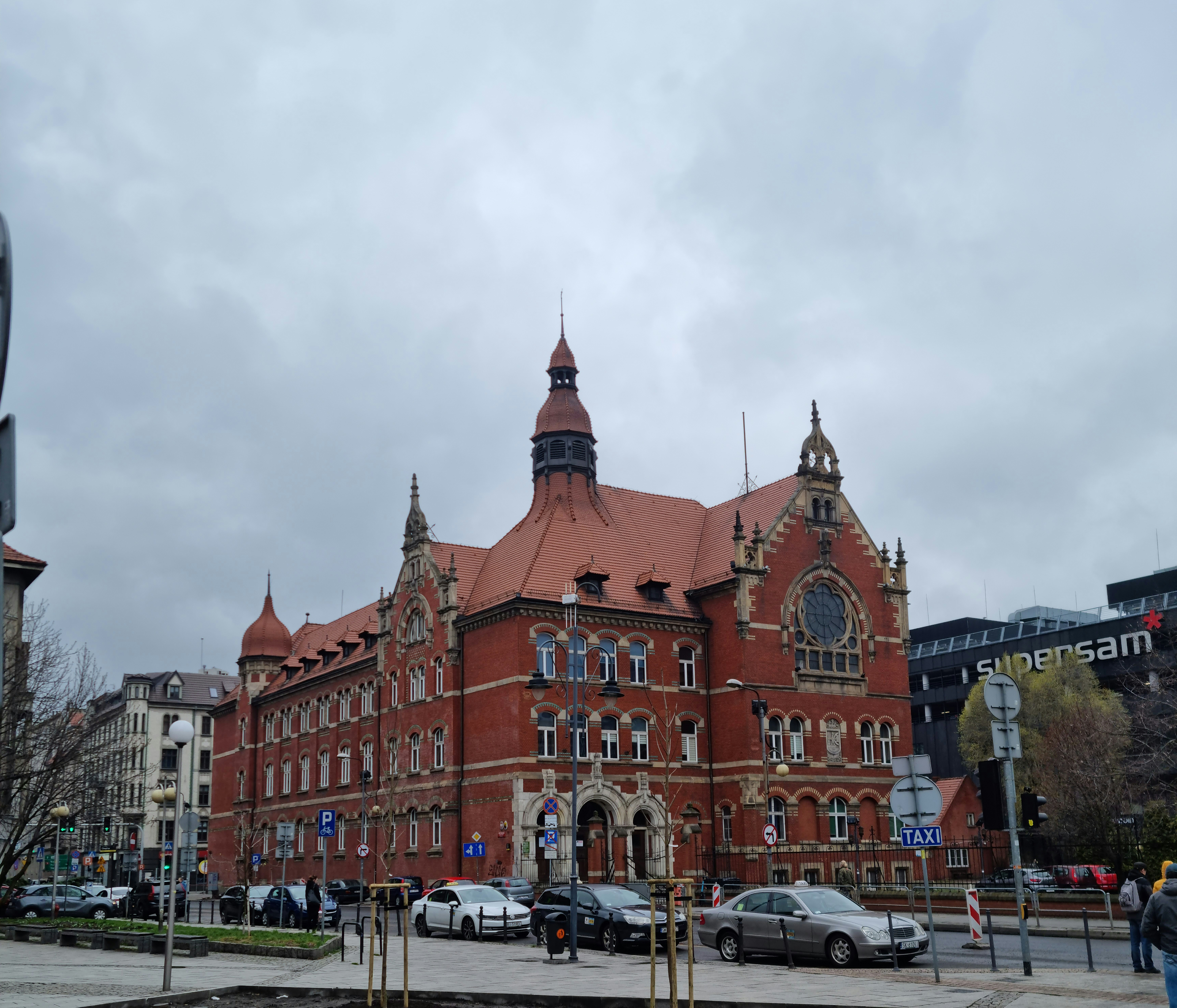
Escola de Ensino Médio - III Liceum Ogólnokształcące im. Adama Mickiewicza w Katowicach
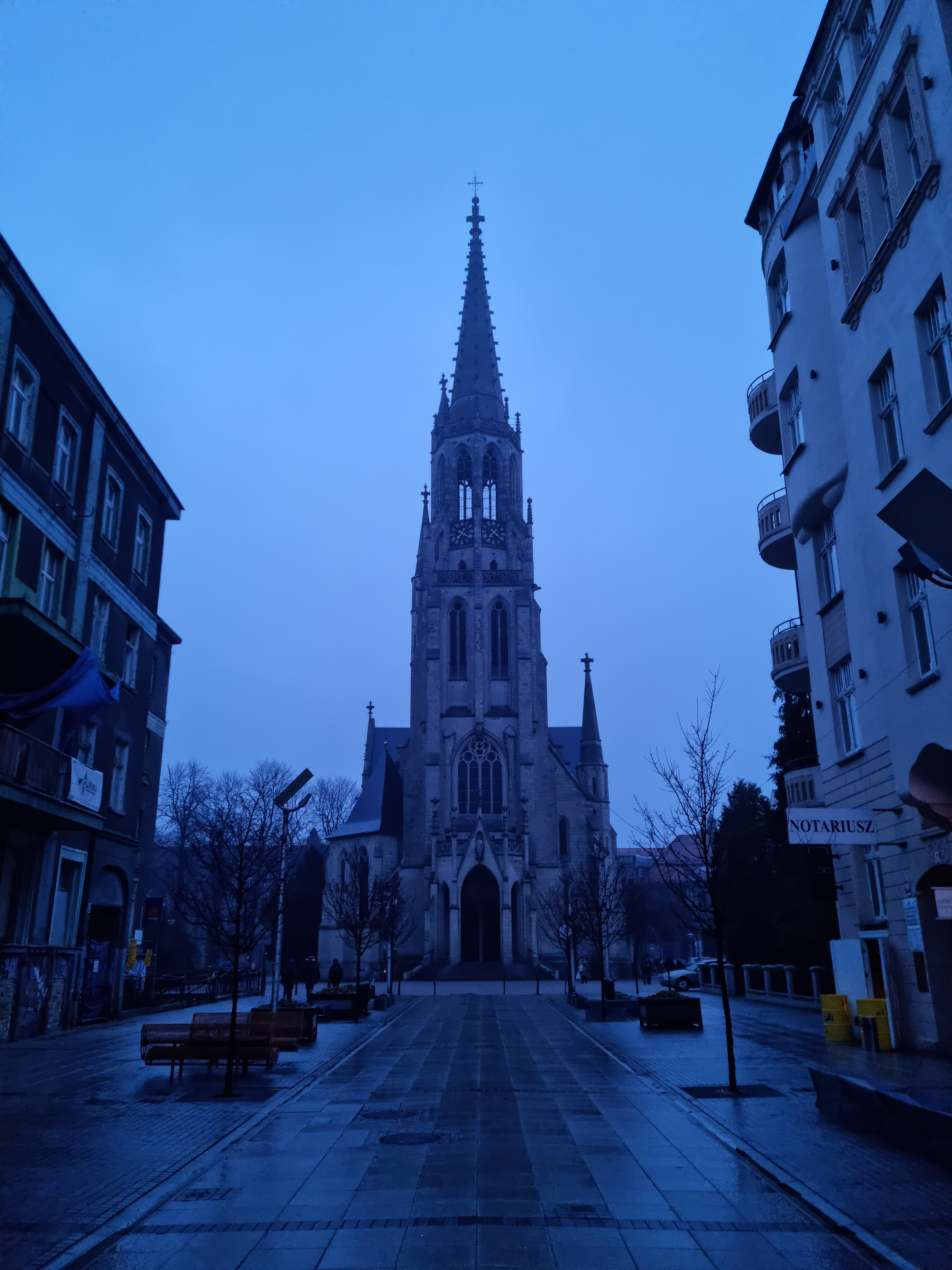
Igreja de Santa Maria em Katowice - Kościół Rzymskokatolicki p.w. Niepokalanego Poczęcia NMP w Katowicach

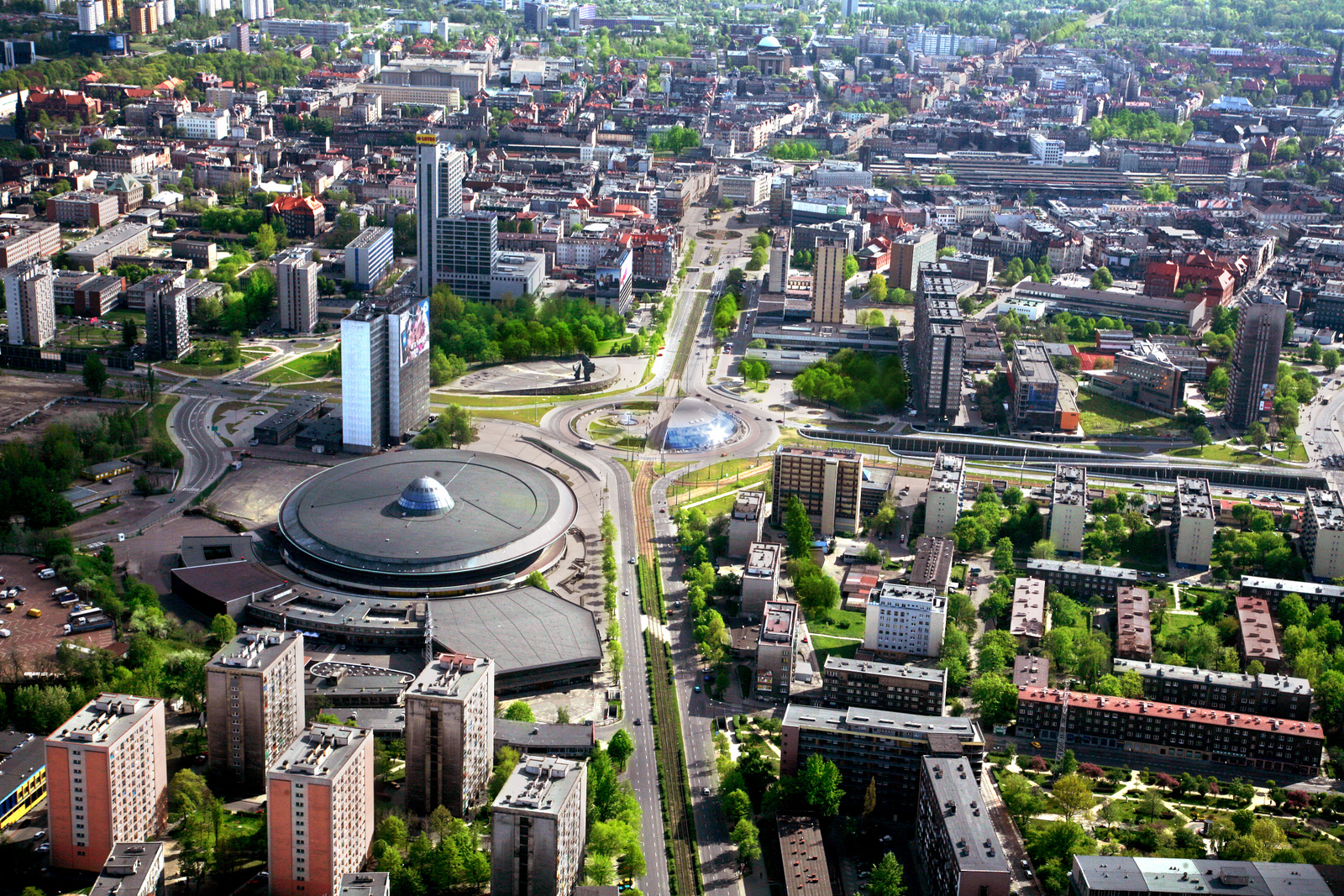
Centro de Katowice

## Filhos ilustres
- Hans Bellmer
- Henryk M. Broder
- Maria Goeppert-Mayer (1906-1972), Prémio Nobel de Física de 1963
- Kurt Goldstein
- Jerzy Kukuczka
- Kazimierz Kutz
- Franz Leopold Neumann
- Hans Sachs
- Hanna Schygulla
- Sławomir Idziak

Cidadãos Honorários
- Szczepan Wesoły
- John Adelsparre
- Norbert Burger
- Michel Thiolliere
- Josef Byrtus
- Papa João Paulo II
- Barbara Nowakowska
- Natalia Piekarska – Poneta
- Wojciech Kilar
- Kornel Gibiński
- Bispo Ignacy Jeż
- Henryk Mikołaj Górecki
- Justyna Kowalczyk